# Sasa Zivanovic
Sasa Zivanovic (* 9. Dezember 1980 in Düsseldorf) ist ein deutscher Basketballspieler. Er bestritt 17 Spiele für Bayer Leverkusen in der Bundesliga und stand bei mehreren Zweitligavereinen unter Vertrag.

## Laufbahn
Zivanovic, der mit Bayer Leverkusen 1996 deutscher B-Jugendmeister wurde, gelang 1998 der Sprung aus der Jugend der Rheinländer in die Bundesliga-Mannschaft. Im Laufe der Spielzeit 1998/99 kam er für die Rheinländer auf 17 (meist kurze) Einsätze in der Bundesliga. Zur Saison 2000/01 wechselte der zwei Meter große Flügel- und Innenspieler zum SC Rist Wedel in die 2. Basketball-Bundesliga, im Spieljahr 2001/02 stand er ebenfalls in der zweiten Liga in Diensten des Bremer Vereins TSV Lesum.
Ab 2002 trug Zivanovic die Farben des Zweitligisten Düsseldorf Magics, für den er bis 2008 spielte. Danach zog er sich aus dem Profilager in die Regionalliga zurück, verstärkte von 2008 bis 2010 die BSG Grevenbroich, im Spieljahr 2011/12 den Willicher TV sowie 2012/13 die Giants Düsseldorf.